# هرکبود گلزار
هرکبود گلزار، روستایی است از توابع بخش چوار شهرستان ایلام در استان ایلام ایران.

## جمعیت
این روستا در دهستان ارکوازی قرار داشته و براساس سرشماری سال ۱۳۸۵جمعیت آن ۲۲۹
نفر (۴۳خانوار) بوده است.